# Antoni Zydroń
Antoni Zydroń (ur. 30 czerwca 1936 roku w Krakowie, zm. 8 stycznia 2001 roku w Poznaniu) – polski malarz, rzeźbiarz, autor instalacji, wykładowca akademicki.

## Życiorys
W latach 1954–1956 studiował na Wydziale Fizyki Uniwersytetu Jagiellońskiego, a w latach 1956-1962 na Wydziale Malarstwa Akademii Sztuk Pięknych w Krakowie, uzyskując dyplom w zakresie malarstwa. Następnie podjął pracę w Państwowej Wyższej Szkole Sztuk Plastycznych w Poznaniu. Od 1970 roku kierował Pracownią Działań i Struktur Wizualnych, w latach 1972-1990 Zakładem Psychofizjologii Widzenia, a od roku 1990 Katedrą Intermediów. W roku 1981 uzyskał tytuł profesora. W latach 1971–1973 pełnił funkcję prodziekana Wydziału Malarstwa, Grafiki i Rzeźby, a w okresie 1973-1978 prorektora ds. nauczania. Funkcję rektora Uczelni pełnił od 1978 do 1981 roku. W uznaniu zasług dla rozwoju Uczelni, wykształcenia pokolenia wybitnych artystów polskich, w tym wielu aktualnych pedagogów Szkoły, a także w podziękowaniu za sławienie imienia poznańskiej Uczelni poza granicami Ojczyzny, Senat Akademii Sztuk Pięknych w Poznaniu przyznał Antoniemu Zydroniowi w 2001 roku dwudziesty czwarty od czasu ustalenia - Medal Uczelni - „SCHOLAE BENE MERITO”.  Od 1991 roku objął stanowisko dyrektora Instytutu Sztuki i Kultury Plastycznej Wyższej Szkoły Pedagogicznej w Zielonej Górze. Jako jeden z niewielu Polaków uczestniczył od 1968 r. w Międzynarodowym Ruchu „PHASES” z siedzibą w Paryżu, biorąc udział we wszystkich wystawach w Europie oraz Ameryce Północnej i Południowej. W latach 1989–1994 (do czasu rozwiązania) był członkiem Międzynarodowego Stowarzyszenia ACTUAL z siedzibą w Paryżu.

## Twórczość
Sztuka jaką proponuje Antoni Zydroń wymyka się wszelkim klasyfikacjom formalnym. Jest ona tyle rzeźbą, co malarstwem Environnement jak i przedmiotem artystycznym. W tym sensie kompozycje te są na wskroś współczesne, współbrzmiące z wyraźnymi dla końca dwudziestego wieku tendencjami do zacierania granic poszczególnych sztuk. Lecz nie tylko myślenie w kategoriach fin de siećle' owskich naszego stulecia jest ich cechą znamienną. Istotna jest tu „egzotyka wewnętrzna”, odwołująca się do złożonego i w sumie trudnego do zinterpretowania fenomenu tatuażu z kręgu cywilizacji pozaeuropejskich. Na granicy tego obszaru i twórczości stricto artystycznej umieszcza artysta kompozycje złożone z wielu elementów świata natury, które nasuwają skojarzenia ze szczególnego rodzaju atawizmem, odstępstwem od europejskiego szczebla kultury w potocznym rozumieniu tego terminu. To, że jednak człowiek tak mocno zarośnięty z kulturą europejską, jakim jest Antoni Zydroń, odwołuje się do zjawisk świata pierwotnego, może przeoblekać się w pytanie, czy nasza cywilizacja jest naprawdę taka wspaniała o tak zarośnięta z psychiką, że tworzy homogeniczną całość? Kompozycje przestrzenne Antoniego Zydronia mają cechę, która umożliwia coraz to inny z nimi kontakt. Wynika to z nieograniczonej nieomal możliwości wpisania ich w przestrzeń, zabudowania jej ekspansją drapieżnych kształtów. Możliwość taka istnieje poczynając od przestrzeni otwartej, która wydaje się tu być ideałem, aż po najskromniejsze nawet wnętrze, gdzie praca może zostać zawieszona chociażby pod sufitem. Za każdym razem inny będzie jej wymiar optyczny, ciężar wizualny, inne z nią obcowanie. Z tego powodu artysta za każdym razem „buduje” ekspozycję osobiście. Nie są to wystawy gotowych prac lecz każdorazowo wpisanie się w określoną przestrzeń i zmienia jej charakter przez rytm obiektów.

## Najważniejsze wystawy indywidualne
1959: Malarstwo, Piwnica Pod Baranami, Kraków
1962: Malarstwo, Galeria Od Nowa, Poznań
1966: Environnement/happening/assemblage, Galeria ZPAP, Poznań
1967: Assemblage, Galeria Od Nowa, Poznań
1968: Malarstwo, BWA, Gdynia
1969: Environnement/assemblage, Galeria Jacques Desbriers, Paryż
1969: Assemblage, Rozsa Ferenc Collegium, Budapeszt
1969: Malarstwo/rysunek/assemblage, Galerie Zelle, Reutlingen
1970: Environnement/assemblage, TPSP, Warszawa
1971: Environnement, Gelerie I'Envers du Miroir, Paryż
1971: Malarstwo/assemblage, Galerie des Arts, Düsseldorf
1971: Environnement na zaproszenie „Salon du Nord'71”, Lille
1971: Environnement, Centre Culturel, Denain
1972: Environnement, Centrum Kultury Polskiej, Budapeszt
1972: Environnement, Galerie Elias, Wieze
1972: Environnement/malarstwo, BWA, Koszalin
1973: Environnement, Galerie L'Envers du Miroir, Paryż
1973: Environnement, Galerie des Arts, Düsseldorf
1973: Environnement/malarstwo, Diest,
1973: Environnement na zaproszenie Międzynarodowego Kongresu Pisarzy Science Fiction
1974: Assemblage/malarstwo, Salon Jasmin, Paryż
1974: Assemblage/malarstwo, Galeria PSP, Poznań
1974: Environnement/„La Cohue”, Vannes
1974: „Grand Vol”/environnement, Musée d'Ixelles, Bruksela
1975: Assemblage/malarstwo, CAC, Saint-Brieuc
1976: „Wielki Lot”/environnement/malarstwo, BWA, Wrocław
1976: Environnement, Ratusz, Saint-Brieuc
1976: Environnement, Ratusz, Guingamp
1977: Environnement/malarstwo, Galerie „Esschius”, Diest
1977: Environnement, Grand Theatre, Nancy
1977: Environnement, BWA, Kłodzko
1977: Environnement/malarstwo, BWA, Konin
1977: Environnement/malarstwo, Chateau Malou (z Jany Mateze) Bruksela
1977: Environnement, BWA, Zakopane
1977: Assemblage/malarstwo, Salon Jasmin, Paryż
1977: Environnement, Muzeum Żup Krakowskich, Wieliczka
1980: Environnement/malarstwo, École des Beaux Arts, Lille
1980: „Walka Zwierząt Wyimaginowanych”, Muzem Regionalne, Toruń
1980: „Walka Zwierząt Wyimaginowanych”, Galerie Poison d'Or, Paryż
1980: Environnement w ramach „Permamence du Regard Surréaliste”, Lyon
1980: Assemblage/książki-przedmioty, Galerie Miroir d'Encre, Bruksela
1980: Environnement, BWA, Zamość
1983/84: „Pojedynek Rytualny”, wspólnie z Rolandem Monteyne, BWA: Poznań, Wrocław, Kraków, Warszawa, Bydgoszcz, Sopot, Katowice
1985/86: Environnement/malarstwo, Fundacja Veranneman, Belgia
1987: „Drugi Nurt”/malarstwo/książki-przedmioty, BWA: Leszno, Konin
1987: Environnement, Galerie Poisson d'Or, Lyon
1988: „Drugi Nurt”, Galeria Bazart, Poznań
1988: PHASES, Musée André Malraux, Le Havre
1988: Environnement/malarstwo, Zamek, Sandomierz
1988: Malarstwo/assemblage, Galeria PSP, Poznań
1988: Assemblage/malarstwo, BWA, Gniezno
1989: Environnement/assemblage/malarstwo, BWA, Opole
1989: Assemblage/malarstwo, Galeria „Mi-Ge”, Ankara
1989: Environnement/malarstwo, CAC, Saint-Brieuc
1989: Environnement/malarstwo, CAC, Annecy
1989: Environnement/assemblage, Galerie d'Hotel de Ville, Genewa
1990: Environnement/malarstwo, Dom Kultury, Zawiercie
1991: Assemblage/malarstwo, Centre d'Arts Plastiques, Plœuc sur Lié
1991: Environnement/assemblage/malarstwo, BWA, Wałbrzych
1991: Monumentalne environnement na otwarcie Festiwalu Kina Fantastycznego, Forum CAC, Annecy
1992: „Dyskretny Urok Przemijania”, Muzeum, Galeria Autorska w Zielonej Górze
1992: Environnement/malarstwo, Galeria 13, Hanower
1993: Assemblage/malarstwo, Galerie „La Lumiére Noir”, Montreal
1994: „Epitafium dla żyrafy”, Collegium Physicum UAM, Poznań
1994: „Fin de siécle”, Art & Business Gallery, Poznań
1994: „Fin de siécle”, Galeria Studio „M”, Warszawa
1994: Akwarele, Galeria „Za Bramką”, Poznań
1994: Assemblages, Saratoga Springs, USA
1995: Opracowanie plastyczne tomiku poezji Jana Kurowickiego, Zielona Góra
1996: Assemblage/Environnement - Galeria Art Propozycja, Poznań
1996: Przekrój twórczości ostatnich lat - Galeria Narodowa, Tirana
1996: „Pozagrobowe życie sensu” - malarstwo i poezje Jana Kurowickiego, Galeria „Za Bramką”, Poznań
1996: „Pozagrobowe życie sensu” - malarstwo i poezje Jana Kurowickiego, Instytut Sztuki i Kultury Plastycznej, Zielona Góra
1997: Ekspozycja obrazów, Fundacja Humaniora, Poznań
1997:Akwarele/assemblage, Instytut Kultury Polskiej, Lipsk
1997: Environnement, Muzem Dippoldiswalde
1998: Environnement, Masa Galeria Daewoo, Zielona Góra
1999: Malarstwo/assemblage, Pamięci Piotra Skrzyneckiego, Galeria BWA „Jatki”, Nowy Targ
1999: Akwarele/assemblage, Galeria Aula, ASP w Poznaniu
2000: Malarstwo, Kongres Kultury Polskiej - 2000, Zielona Góra

## Udział w najważniejszych wystawach zbiorowych
1970: Biennale Młodych - wspólnie z Janem Berdyszakiem i Zdzisławem Łosińskim, Paryż
1970: Salon Młodej Rzeźby, Paryż
1971: Salon Comparaison, Paryż
1972: Ente Premi Roma, Rzym
1974: Współczesna Sztuka Polska, Baltimore
1974: Wystawa Nabytków Rządu Belgii, Bruksela
1975: „Tendencje Surrealne we Współczesnej Sztuce Polskiej”, Sztokholm, Londyn, Wiedeń
1975: „Sept en un Set”, CAC, Saint-Brieuc
1976: Exposition Mondiale du Surréalisme, Black Swan Galery, Chicago
1978: Imagination '78, Muzeum, Bochum
1978: „Surrealism in '78”, Ozauki Center, Milwaukee
1979: „Wolfgang Paalen et PHASES”, Musee National, Meksyk
1980-91: „Le Chemin des Epouvantails”, Chateau Nieul, Paryż i około 30 miast Francji
1980: „Pedagodzy PWSSP 1970-80”, Muzeum Narodowe, Poznań
1980: „35 lat Malarstwa Polskiego”, Muzeum Narodowe, Poznań
1982: „L'homme un Animal qui Sourire si Doux”, Limoges
1982: „Klangfarbenmelodie” - homage á Karol Szymanowski, Aalst, Mons, Bruksela
1984: Exposition Mondiale du Surréalisme, Muzeum Narodowe, Lizbona
1985: „10 Ans Aprés”, CAC, Saint-Brieuc
1985: Interart '85, Poznań
1986: „Artyści Poznania 1945-85”, Muzeum Narodowe i BWA, Poznań
1987: „Konstrukcja - Destrukcja”, X Spotkania Krakowskie, Kraków
1989: „Wo Bleibst Du Revolution?”, Muzeum, Bochum
1990: „PHASES Belgiques - Courant Continu”, Musée d'Art Moderne, Mons
1991: Biennale Sztuki Nowej, Zielona Góra
1991: „MetamorPhases”, Galerie 13, Hanower
1991: „Dechiphrage”, Galerie 13, Hanower
1993-94: Międzynarodowa Wystawa „Labirynt” (wraz z Reinerem Wicheringiem), Zielona Góra, Poznań, Hanower
1993: „Der Ameisenigel in der Blutenpresse”, Galerie 13, Hanower
1994: „PHASES” w Bretanii
1995: Surrealiści polscy, Miejska Galeria Sztuki, Częstochowa
1995: „Pola Sztuki”, Zielona Góra - Drzonków
1996: VI Biennale Sztuki Nowej, Zielona Góra
1996: Sztuka Pasyjna, Malarstwo i rzeźba, Galeria „Za Bramką”, Poznań
1996: Wystawa Centralnego Muzeum Tkaniny, Elbląg
1996: „L' actualité Phases”, La Lumiére Noir, Montreal
1996: Surrealiści polscy, BWA: Wrocław, Szczecin
1996: „Pola Sztuki”, Zielona Góra
1997: Poznański Festiwal Sztuki, „Trwanie obrazu”, Centrum Kultury Poznania „Zamek”, Poznań
1998: Książka artystyczna jako obiekt, Instytut Sztuki i Kultury Plastycznej, Zielona Góra
1998: Maldoror Park, Centre d'exposition de I'Université de Montréal
1999: II wystawa Artyści-pedagodzy Instytutu Instytut Sztuki i Kultury Plastycznej, Muzeum Ziemi Lubuskiej, Zielona Góra
2000: Przedmioty - książki, Współczesna Polska Sztuka Książki, Warszawa

## Prace w zbiorach
- Musée Royal d'Art Moderne, Bruksela
- Musée d'Ixelles, Bruksela
- Bibliotheque Royal Albertinum, Bruksela
- Ambasada Belgii, Waszyngton
- Institut de Cancer, Paryż
- Galeria Narodowa, Tirana
- Muzeum Narodowe: Kraków, Poznań, Wrocław
- Muzeum Tkaniny, Łódź
- Muzeum Secesji, Płock
- Muzea regionalne: Szczecin, Słupsk, Konin, Toruń, Zielona Góra
- BWA: Białystok, Leszno, Konin, Poznań, Sopot, Wałbrzych, Sandomierz, Warszawa

Liczne kolekcje prywatne w nieomal wszystkich krajach europejskich, Stanach Zjednoczonych, Kanadzie i Meksyku.